# Big Sandy (Teksas)
Big Sandy je gradić u američkoj saveznoj državi Teksas. Prema popisu stanovništva iz 2010. u njemu je živjelo 1.343 stanovnika.